# Australian Institute of Sport
Pour une section féminine, voir Australian Institute of Sport (basket-ball féminin).
Pour les articles homonymes, voir AIS.
L'Australian Institute of Sport (AIS) est un programme sportif national afin de former les jeunes athlètes australiens. L'institut est basé dans la ville de Canberra. Il s'agit d'une des divisions de la Australian Sports Commission.

## Historique
L'institut a été fondé en 1981 en réponse à la faillite des Australiens lors des Jeux olympiques d'été de 1976, où aucune médaille d'or n'avait été ramenée de Montréal.

## L'institut

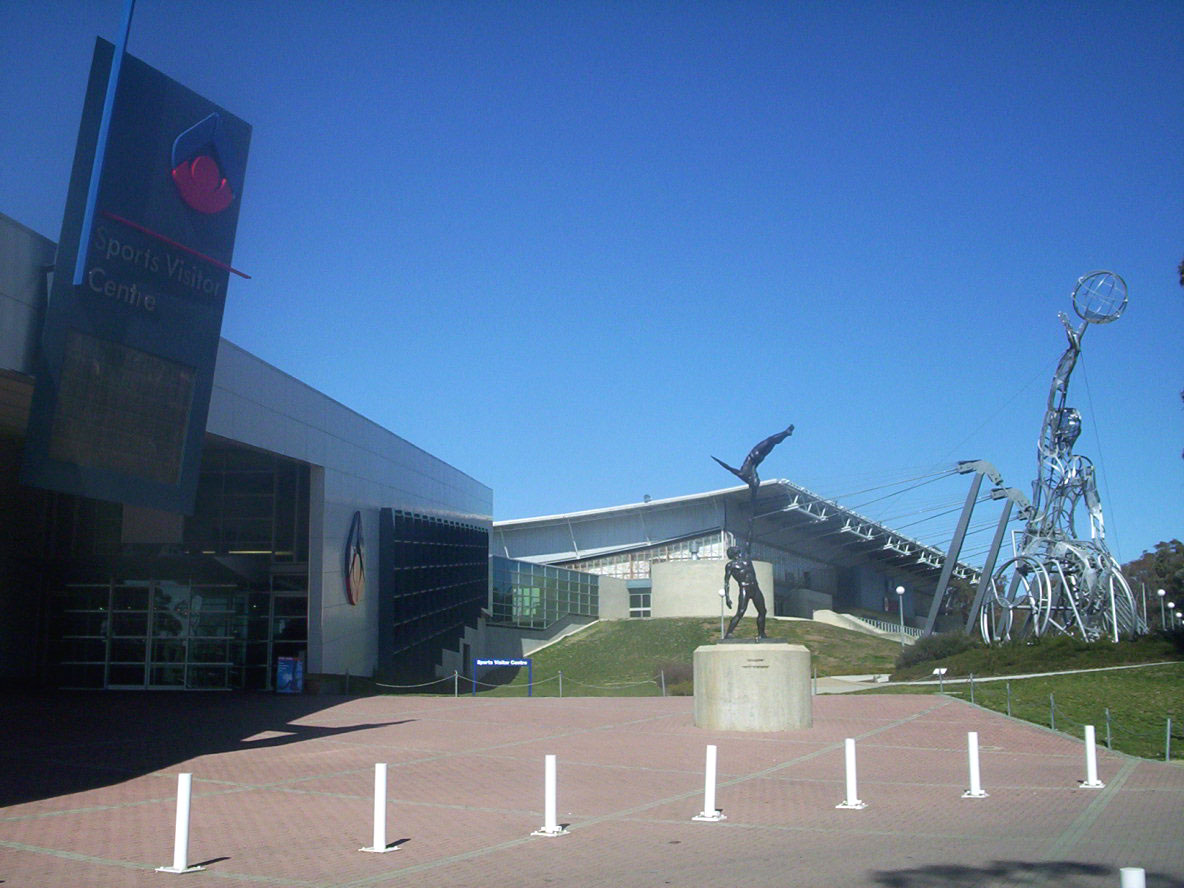
L'institut

L'AIS embauche un certain nombre d'employés qui travaillent principalement dans les sciences du sport et la médecine du sport, qui comprennent des disciplines telles que la nutrition sportive, l'analyse des performances, l'acquisition de compétences, la physiologie, la récupération, la biomécanique, l'éducation à la carrière des athlètes, la force et le conditionnement, la psychologie, les thérapies physiques, l'identification des talents et la recherche appliquée sur la performance. L'AIS Arena est un stade couvert de 5 200 places qui a été utilisé pour des sports tels que le basket-ball, la gymnastique et le volley-ball ainsi que des concerts de musique. Directement adjacent à l'institut, mais ne faisant pas strictement partie de celui-ci, se trouve le stade extérieur de Canberra, d'une capacité de 25 000 places, qui a accueilli des matchs de toutes les principales formes de football pratiquées en Australie. En 2005, 2009 et 2010, l'institut a remporté des prix aux prestigieux Canberra and Capital Region Tourism Awards.Ces prix ont été décernés en reconnaissance des visites publiques quotidiennes disponibles. Chaque visite, qui passe par plusieurs bâtiments différents de l'institut ainsi que l'aréna et la zone Sportex, est dirigée par un athlète qui s'y entraîne actuellement.

## Les sections de haut niveau
- L'équipe de basket-ball féminin évolue en Women's National Basketball League, soit le plus haut niveau du pays.
- L'équipe cycliste Jayco.com-AIS est soutenue par l'AIS.